# Liste der Stolpersteine im Komitat Győr-Moson-Sopron

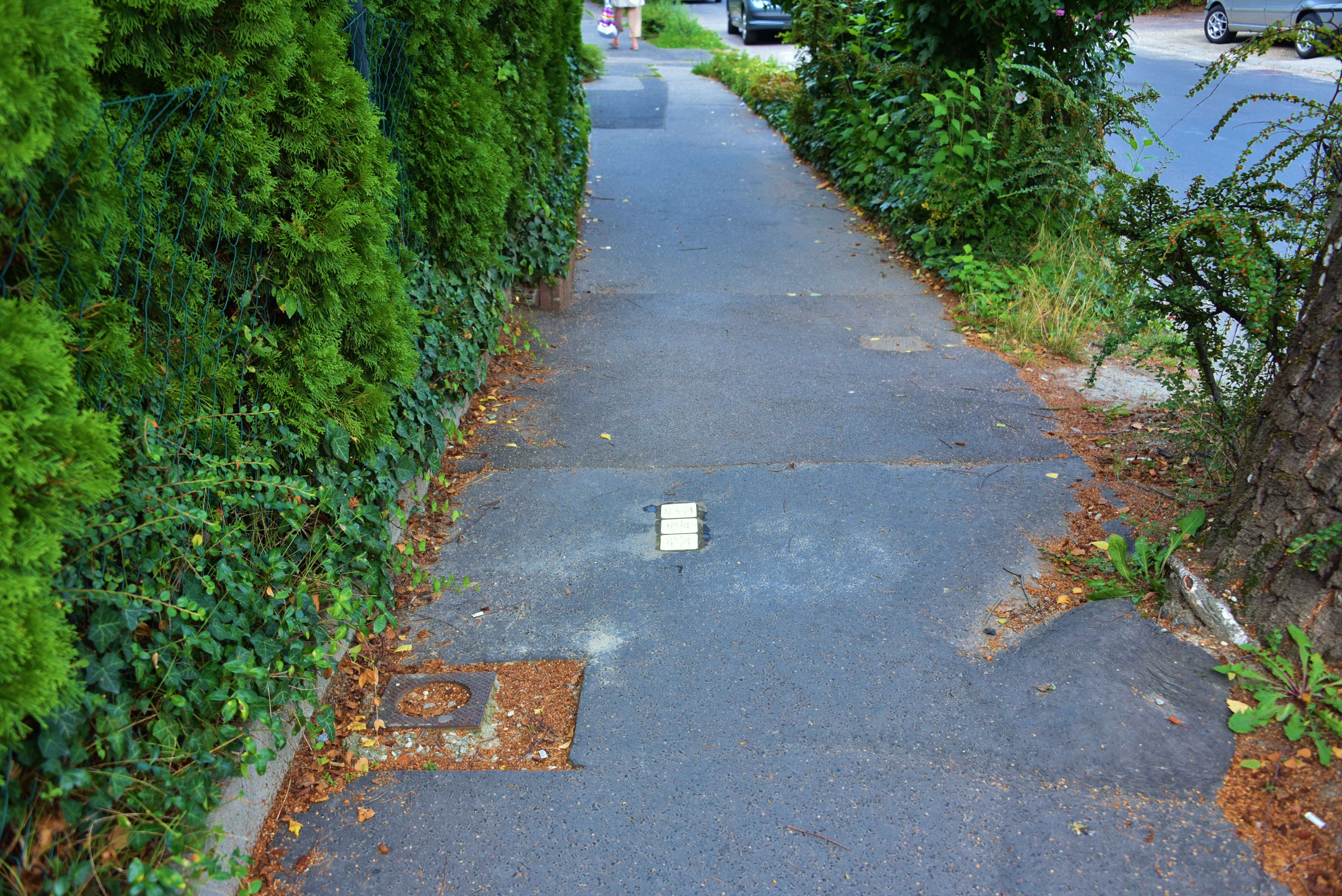
Stolpersteine für drei Mitglieder der Familie Spitzer in Győr

Die Liste der Stolpersteine im Komitat Győr-Moson-Sopron enthält die Stolpersteine, die im Komitat Győr-Moson-Sopron in Westungarn verlegt wurden. Stolpersteine erinnern an das Schicksal der Menschen, welche von den Nationalsozialisten ermordet, deportiert, vertrieben oder in den Suizid getrieben wurden. Die Stolpersteine wurden von Gunter Demnig verlegt und liegen im Regelfall vor dem letzten selbstgewählten Wohnsitz des Opfers. Stolpersteine heißen auf Ungarisch Botlatókő. Die ersten Verlegungen in diesem Komitat fanden am 23. September 2014 in Sopron statt.
Die ungarische Namensschreibung setzt den Familiennamen stets an die erste Stelle. Zudem besteht in Ungarn die Tradition, dass verheiratete Frauen mit Vor- und Zuname ihres Ehemannes bezeichnet werden – mit der zusätzlichen Endung -né nach dem Vornamen des Ehemannes. Die Frau von Bónis Adolf heißt also Bónis Adolfné. Auf den Stolpersteinen ist zumeist in der Zeile darunter der Mädchenname der Frau eingraviert.

## Verlegte Stolpersteine

### Győr
In Győr (deutsch Raab) wurden 25 Stolperstein an zehn Adressen verlegt.
| Stolperstein | Übersetzung                                                                                              | Verlegeort               | Name, Leben                                       |
| ------------ | --- | ------------------------ | ------------------------------------------------- |
|              | HIER WOHNTE MARIANNE ADLER GEB. 1933 DEPORTIERT 1944 ERMORDET AUSCHWITZ                                  | Dugonics utca 11 Györ    | Marianne Adler (1933–1944)                        |
|              | HIER WOHNTE FERENC MÁTYÁS CSILLAG GEB. 1932 ERMORDET 1944 AUSCHWITZ                                      | Árpád út 20 Győr         | Ferenc Mátyás Csillag (1932–1944)                 |
|              | HIER WOHNTE DIE FRAU VON GYULA FLEISCHMANN REGINA SPITZER JG. 1885 DEPORTIERT 1944 ERMORDET IN AUSCHWITZ | Ady Endre utca 47 Győr   | Regina Fleischmann geb. Spitzer                   |
|              | HIER WOHNTE HENRIK HACKER GEB. 1880 DEPORTIERT 1944 AUSCHWITZ ERMORDET                                   | Kossuth Lajos u. 56 Győr | Henrik Hacker (1880–1944)                         |
|              | HIER WOHNTE DIE FRAU DES HENRIK HACKER FÁNI NEUWIRTH GEB. 1885 DEPORTIERT 1944 AUSCHWITZ ERMORDET        | Kossuth Lajos u. 56 Győr | Fáni Hacker, geborene Neuwirth (1885–1944)        |
|              | HIER WOHNTE MIKSA HACKER GEB. 1915 [...] 1943 VERSCHWUNDEN                                               | Kossuth Lajos u. 56 Győr | Miksa Hacker (1915–1943)                          |
|              | HIER WOHNTE ANDOR KLEIN GEB. 1897 DEPORTIERT 1944 ERMORDET AUSCHWITZ                                     | Rónai Jácint utca 3 Györ | Andor Klein (1897–1944)                           |
|              | HIER WOHNTE DIE FRAU DES ANDOR KLEIN FRANCISKA BÜCHLER GEB. 1905 DEPORTIERT 1944 ERMORDET AUSCHWITZ      | Rónai Jácint utca 3 Györ | Franciska Klein, geborene Büchler (1905–1944)     |
|              | HIER WOHNTE JÓZSEF KLEIN GEB. 1928 DEPORTIERT 1944 ERMORDET AUSCHWITZ                                    | Rónai Jácint utca 3 Györ | József Klein (1928–1944)                          |
|              | HIER WOHNTE ÁGNES KOREIN GEB. 1929 ERMORDET 1944 AUSCHWITZ                                               | Király u. 20 Győr        | Ágnes Korein (1929–1944)                          |
|              | HIER WOHNTE ERZSÉBET NEUWIRTH GEB. 1929 DEPORTIERT 1944 ERMORDET AUSCHWITZ                               | Kisfaludy utca 25 Győr   | Erzsébet Neuwirth (1929–1944)                     |
|              | HIER WOHNTE JOLÁN NEUWIRTH GEB. 1916 DEPORTIERT 1944 AUSCHWITZ ERMORDET                                  | Liszt Ferenc u. 8 Győr   | Jolán Neuwirth (1916–1944)                        |
|              | HIER WOHNTE JUDIT NEUWIRTH GEB. 1925 DEPORTIERT 1944 ERMORDET AUSCHWITZ                                  | Kisfaludy utca 25 Győr   | Judit Neuwirth (1925–1944)                        |
|              | HIER WOHNTE DIE FRAU DES IMRÉ NEUWIRTH MARGIT KÓTH GEB. 1894 DEPORTIERT 1944 AUSCHWITZ ERMORDET          | Liszt Ferenc u. 8 Győr   | Margit Neuwirth, geborene Kóth (1894–1944)        |
|              | HIER WOHNTE MARGIT NEUWIRTH GEB. 1936 DEPORTIERT 1944 ERMORDET AUSCHWITZ                                 | Kisfaludy utca 25 Győr   | Margit Neuwirth (1936–1944)                       |
|              | HIER WOHNTE MÁRTA NEUWIRTH GEB. 1936 DEPORTIERT 1944 ERMORDET AUSCHWITZ                                  | Kisfaludy utca 25 Győr   | Márta Neuwirth (1936–1944)                        |
|              | HIER WOHNTE PÁL NEUWIRTH GEB. 1900 DEPORTIERT 1944 ERMORDET 1945 MAUTHAUSEN                              | Kisfaludy utca 25 Győr   | Pál Neuwirth (1900–1945)                          |
|              | HIER WOHNTE SÁRA NEUWIRTH GEB. 1923 DEPORTIERT 1944 AUSCHWITZ ERMORDET                                   | Liszt Ferenc u. 8 Győr   | Sára Neuwirth (1923–1944)                         |
|              | HIER WOHNTE DIE FRAU DES PÁL NEUWIRTH SARLOTE ERENTAL GEB. 1899 DEPORTIERT 1944 ERMORDET AUSCHWITZ       | Kisfaludy utca 25 Győr   | Sarlote Neuwirth, geborene Erental (1899–1944)    |
|              | HIER WOHNTE GIZELLA SPITZER JG. 1875 DEPORTIERT 1944 ERMORDET IN AUSCHWITZ                               | Ady Endre utca 47 Győr   | Gizella Spitzer                                   |
|              | HIER WOHNTE KÁROLY SPITZER JG. 1882 DEPORTIERT 1944 ERMORDET IN AUSCHWITZ                                | Báthory utca 3 Győr      | Károly Spitzer                                    |
|              | HIER WOHNTE DIE FRAU VON KÁROLY SPITZER VILMA KELLNER JG. 1890 DEPORTIERT 1944 ERMORDET IN AUSCHWITZ     | Báthory utca 3 Győr      | Vilma Spitzer, geborene Kellner                   |
|              | HIER WOHNTE PÁL SPITZER JG. 1873 DEPORTIERT 1944 ERMORDET IN AUSCHWITZ                                   | Ady Endre utca 47 Győr   | Pál Spitzer                                       |
|              | HIER WOHNTE DIE FRAU DES MIKSA WINKLER GIZELLA STEINBERGER GEB. 1881 DEPORTIERT 1944 ERMORDET AUSCHWITZ  | Ady Endre utca 53 Györ   | Gizella Winkler, geborene Steinberger (1881–1944) |
|              | HIER WOHNTE MIKSA WINKLER GEB. 1877 DEPORTIERT 1944 ERMORDET AUSCHWITZ                                   | Ady Endre utca 53 Györ   | Miksa Winkler (1877–1944)                         |

### Sopron
In Sopron wurden mindestens zwei Stolpersteine verlegt.
| Stolperstein | Übersetzung                                                                                  | Verlegeort        | Name, Leben      |
| ------------ | -------------------------------------------------------------------------------------------- | ----------------- | ---------------- |
|              | HIER WOHNTE KÁROLY PAP JG. 1897 ZWANGSARBEIT VERSCHLEPPT 1944 ERMORDET 1945 IN BERGEN-BELSEN | Fegyvertár utca 5 | Károly Pap       |
|              | HIER WOHNTE DR. MIKSA POLLÁK JG. 1868 DEPORTIERT 1944 NACH AUSCHWITZ ERMORDET                | Fegyvertár utca 5 | Dr. Miksa Pollák |

## Verlegedaten
Die Stolpersteine in diesem Komitat wurden von Gunter Demnig persönlich an folgenden Tagen verlegt:
- 23. September 2014: Sopron[9]
- 13. August 2016: Győr (Ady Endre utca 47, Báthory utca 3)[10]
- 2019: Győr (Ady Endre utca 53, Dugonics utca 11, Rónai Jácint utca 3)[11]
- 5. Mai 2023: Györ (Árpád út 20, Király utca 20, Kisfaludy utca 25, Kossuth Lajos utca 56, Liszt Ferenc utca 8)[12]